# Église Notre-Dame de Grangues
Pour les articles homonymes, voir Église Notre-Dame.
L'église Notre-Dame de Grangues est une église catholique située à Grangues, dans le département français du Calvados.

## Localisation
L'édifice est situé dans le département français du Calvados, dans le bourg de Grangues, Place de l'église, à flanc de coteau et entourée d'un cimetière. À proximité de l'église se trouve une source réputée, dédiée à saint Roch.

## Historique
L'édifice est dédié à Notre-Dame. La fragilité du sol en relation avec des terrains argileux a occasionné des désordres et des travaux au cours des siècles.
La construction est effectuée en grande partie au XIIIe siècle, dont le chœur et l'arc triomphal, avec un début des travaux au XIIe siècle et des réaménagements au XVe siècle. Les murs en particulier ceux de la nef sont repris au XVe siècle.
Une litre funéraire est peinte au XVIIIe siècle et restaurée en 1899 par l'ajout de toiles superposées aux blasons originels.
Le seigneur du lieu nommait le desservant.
Un projet de flèche est abandonné au XIXe siècle.
L'édifice est inscrit au titre des monuments historiques depuis le 17 juillet 1926.
Une association destinée à la sauvegarde de l'édifice est créée en 1988.
L'arc triomphal est étayé en urgence en 1989, et des travaux importants ont lieu sur l'édifice en 1991 et 1992.

## Description

### Architecture

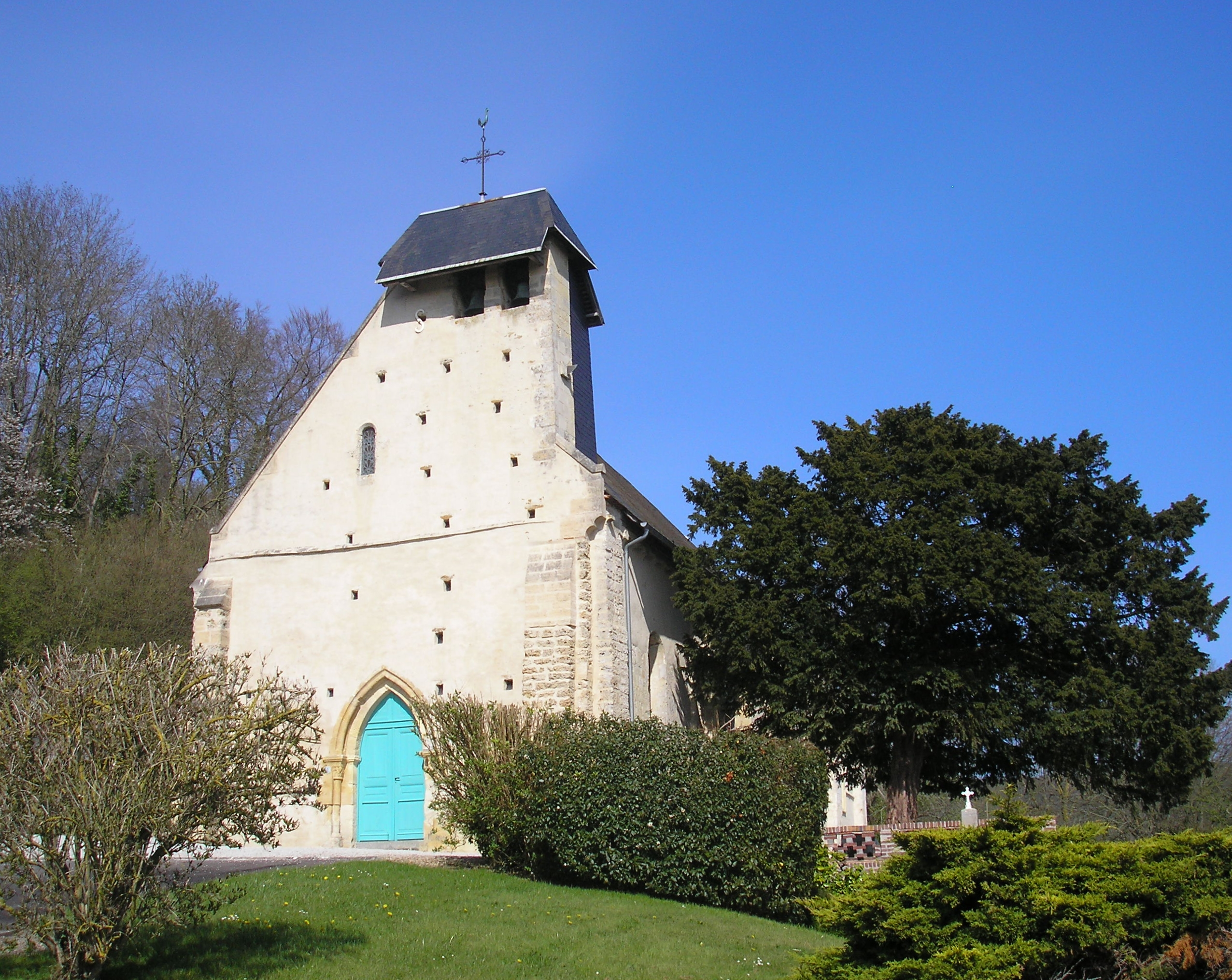
Façade de l'église.

L'église est constituée de pierre et de meulière. Malgré les modifications l'édifice a conservé une apparence  harmonieuse.
L'édifice est de style roman et orientée vers l'ouest.
Le pignon est asymétrique et le portail est ogival. Deux contreforts encadrent le mur pignon qui comporte des trous de boulins. Le chœur est fermé par un chevet droit,.
Le clocher à peigne contient deux cloches. Le clocher est recouvert d'ardoises depuis le XIXe siècle et comporte une croix et un coq de cuivre.
La façade méridionale possède un portail roman et des modillons. Les modillons figurent des têtes humaines et des feuillages. La nef comporte trois travées et le chœur en comporte deux. La façade septentrionale de la nef possède quatre contreforts.
Les ouvertures obéissent à des formes différentes : la nef conserve des petites ouvertures étroites, et les fenêtres du chœur sont encore visibles. Les murs gouttereaux du XVe siècle présentent une fenêtre à meneau et une autre ouverture.
Un arc triomphal roman est surmonté de la poutre de gloire. La voûte de la nef est en bois, celle du chœur a été refaite au XVIIIe siècle. Une litre funéraire a été peinte vers 1720. Deux piscines dont une de style gothique flamboyant sont présentes dans l'édifice.

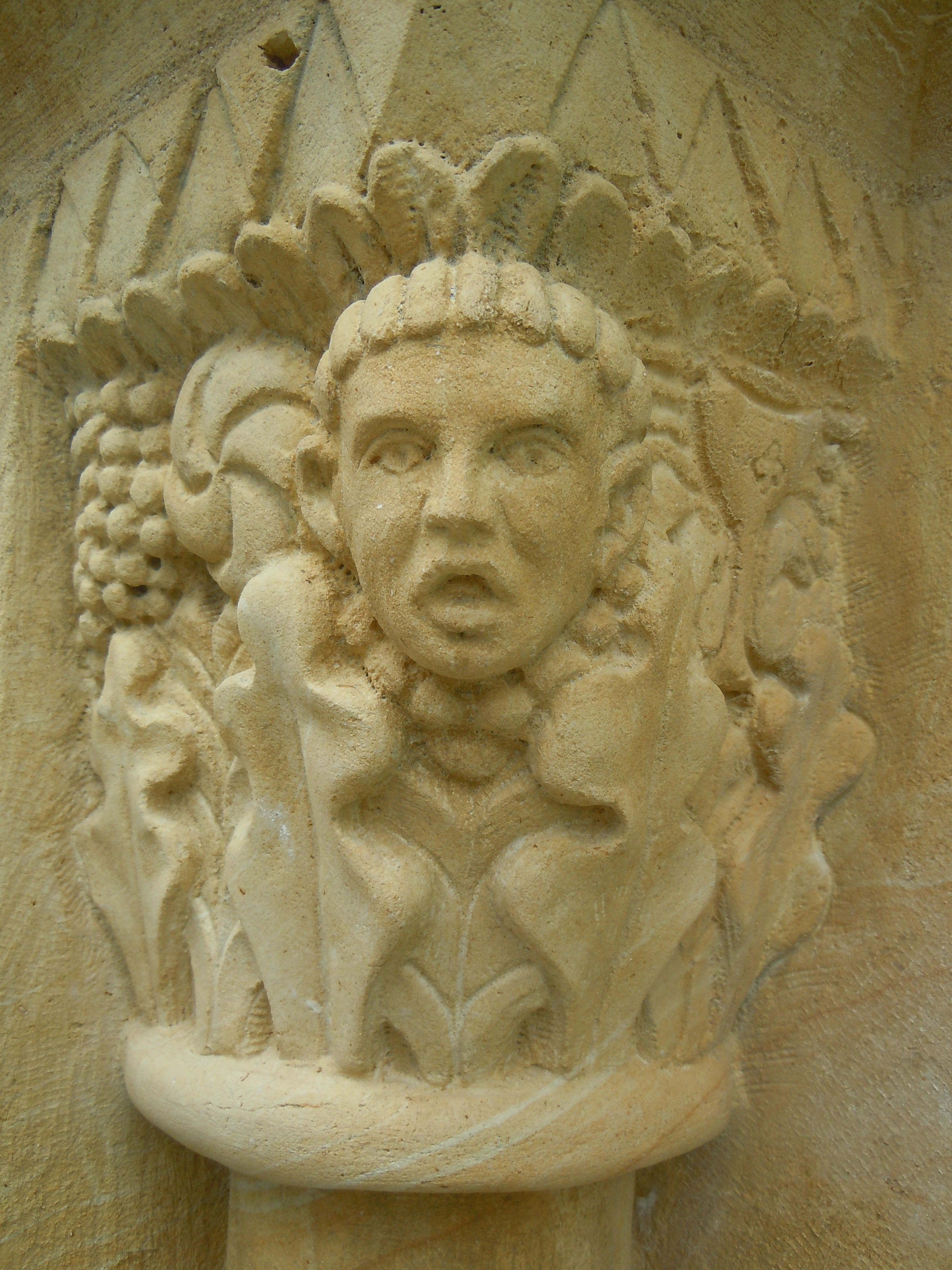
Chapiteau de la colonne nord du portail d'entrée.
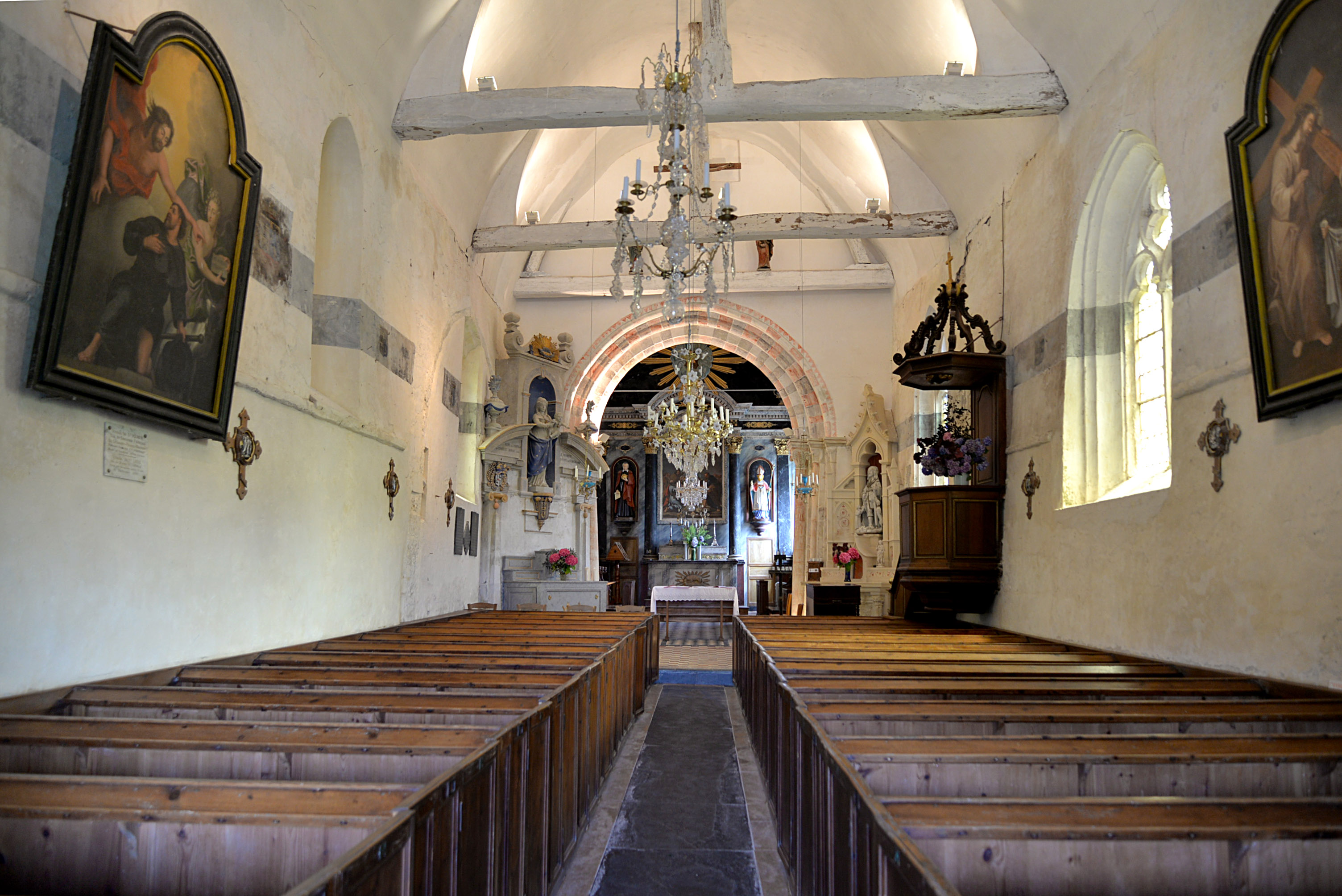
La nef de l'église.
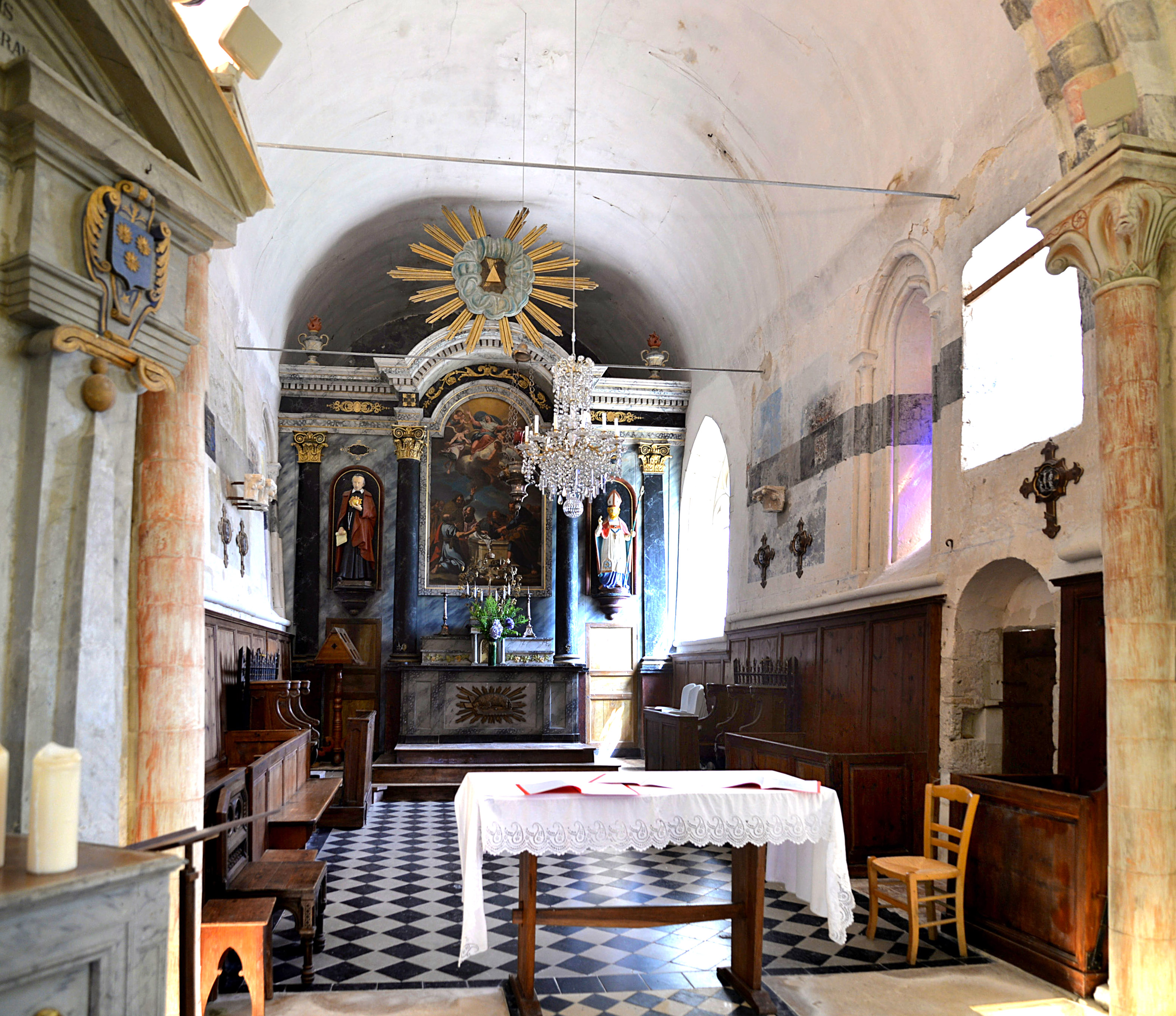
Le chœur de l'église.

### Mobilier

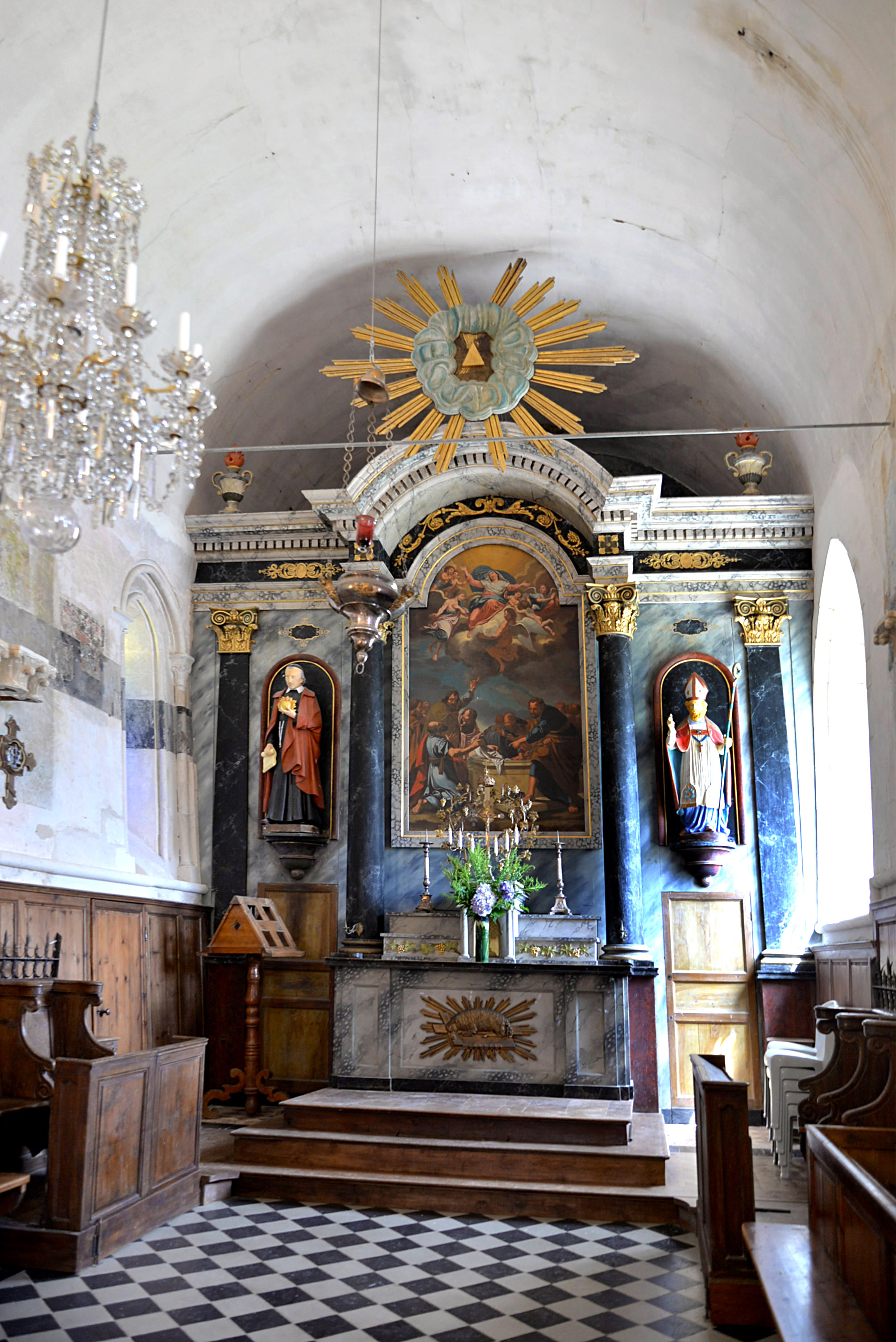
Le maître-retable de l'église.

Une des deux cloches date du XVe siècle. Arcisse de Caumont indique que la cloche porte l'inscription « V. P. nostre dame ». Il signale également un autel orné d'une statuette de Vierge à l'enfant provenant du château de Grangues et datée du XVIIe siècle. La nef contient une statue de saint Roch du milieu du XVIIe siècle ou de 1693.
La poutre de gloire polychrome datée du XVIIe siècle porte une croix avec le Christ, saint Jean et la Vierge. Ce groupe est rarement représenté ensemble.
Un tableau représentant la rencontre du Christ et de sainte Véronique est daté du XVIIe siècle. La sainte tient un tissu marqué du visage du Christ après qu'elle a essuyé le visage de ce dernier. L’œuvre est classée depuis 1897.
L'église conserve au maître-autel une Assomption de la Vierge datée de 1727 par La Haye Cagniard, dont la partie basse est copiée d'après l'Assomption de Laurent de La Hyre aujourd'hui conservée au musée du Louvre. L’œuvre est classée à titre d'objet depuis le 17 juin 1993. Elle conserve également une Apparition du Christ à saint Roch datée du XVIIIe siècle. L’œuvre est inscrite à titre d'objet depuis le 17 juin 1993.
L'ancien tabernacle hexagonal en style Renaissance est donné comme possédé par un avocat lexovien au début des années 1860.

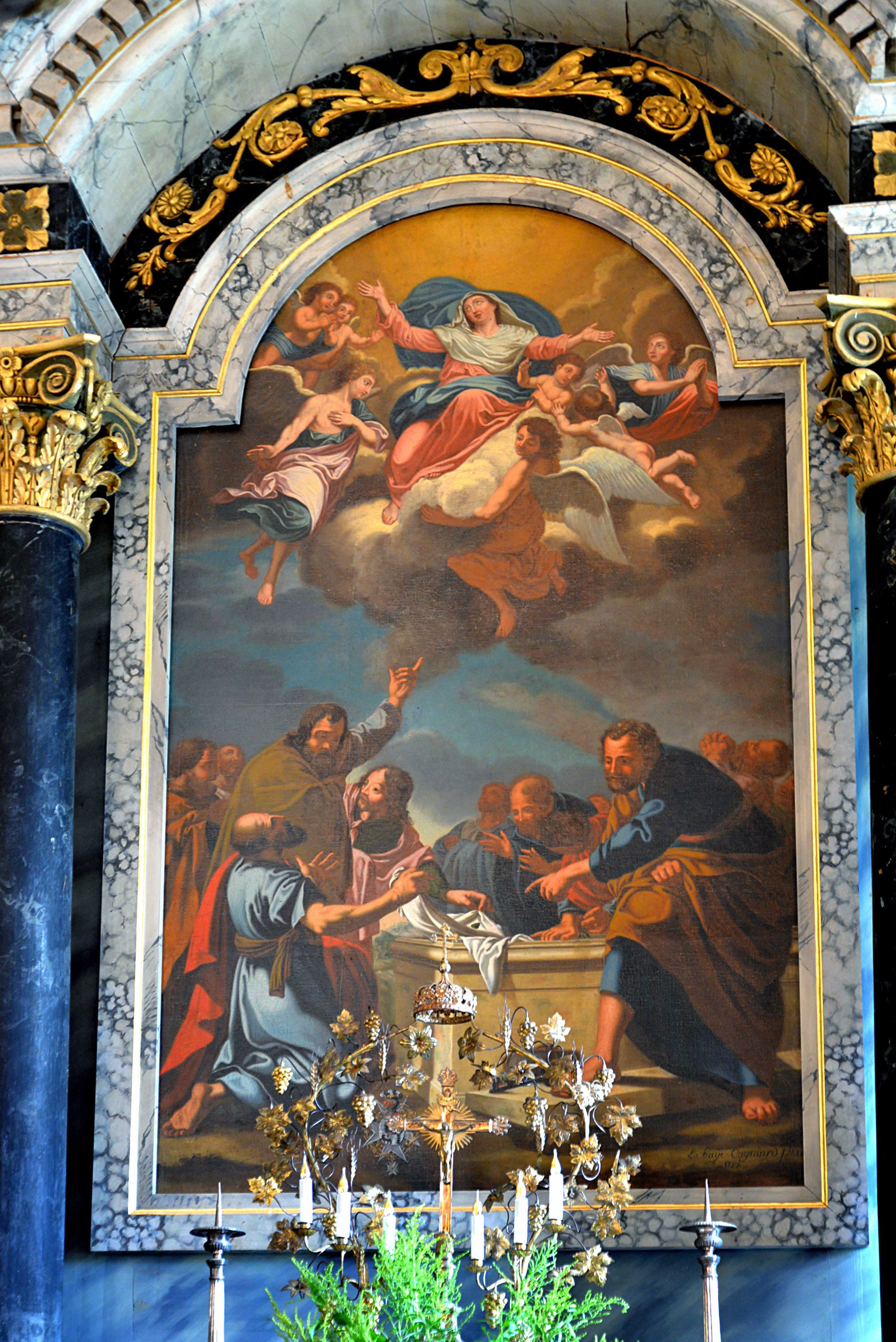
L'assomption de la Vierge.
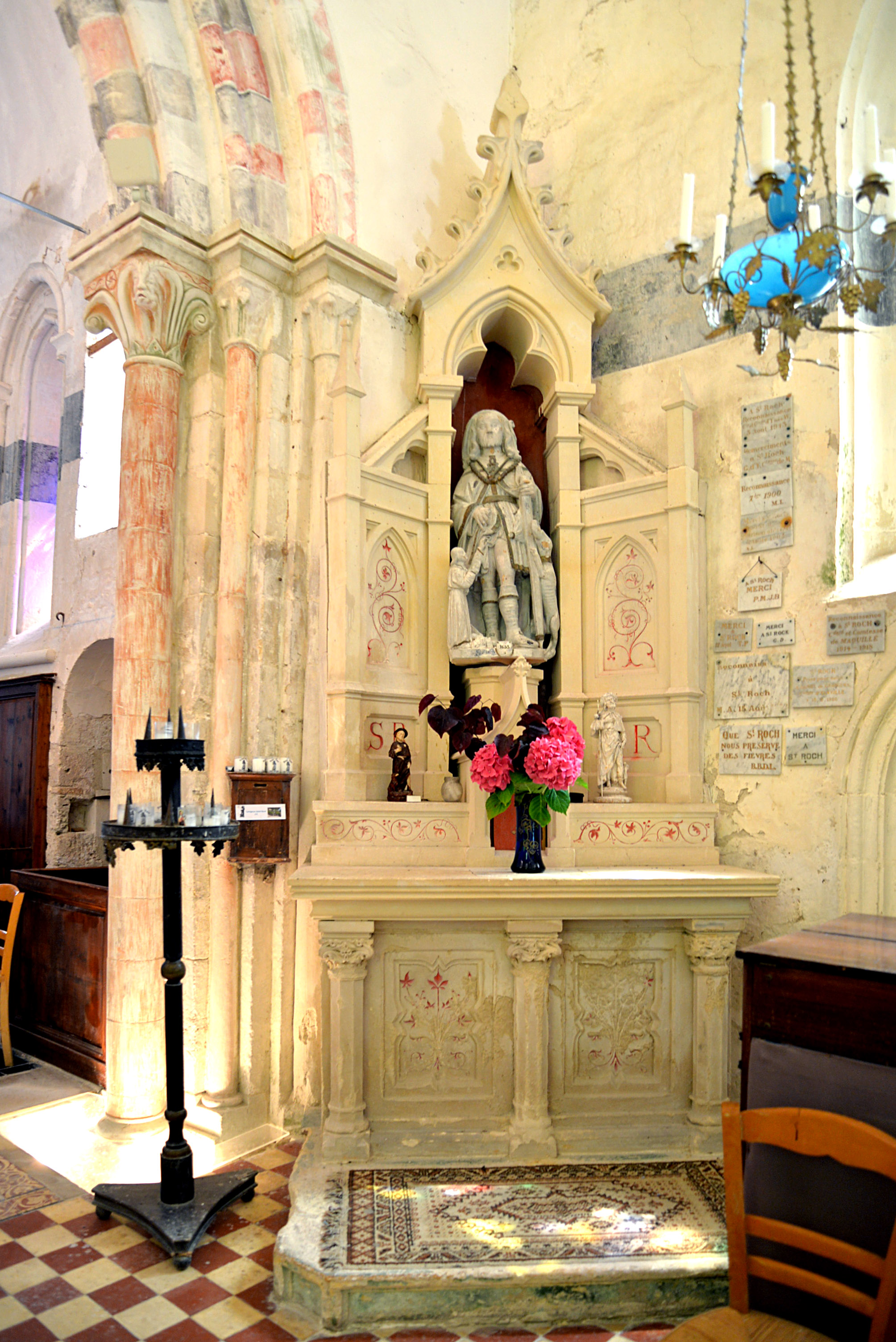
L'autel dédié à saint Roch.
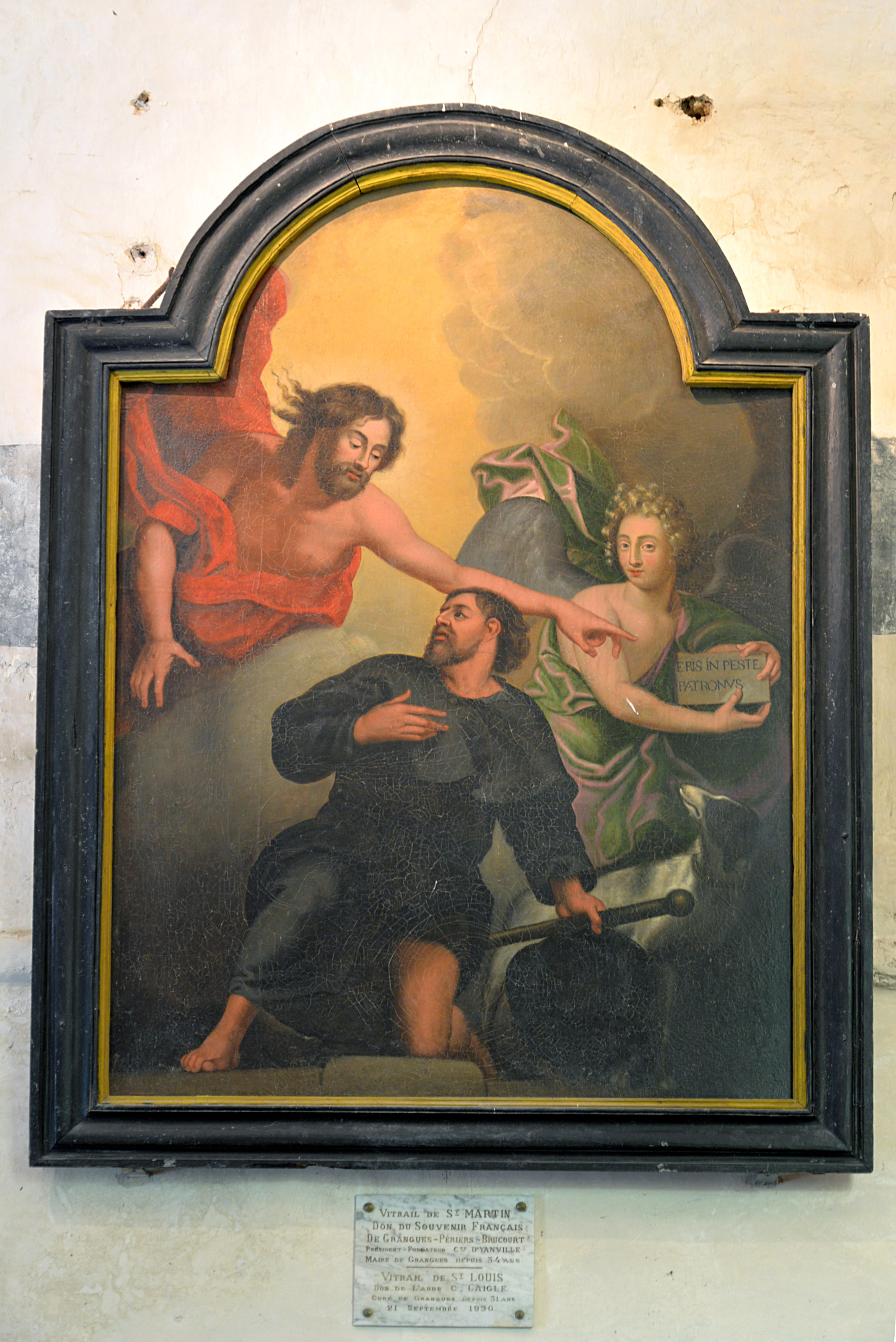
Saint Roch montrant sa cuisse guérie.
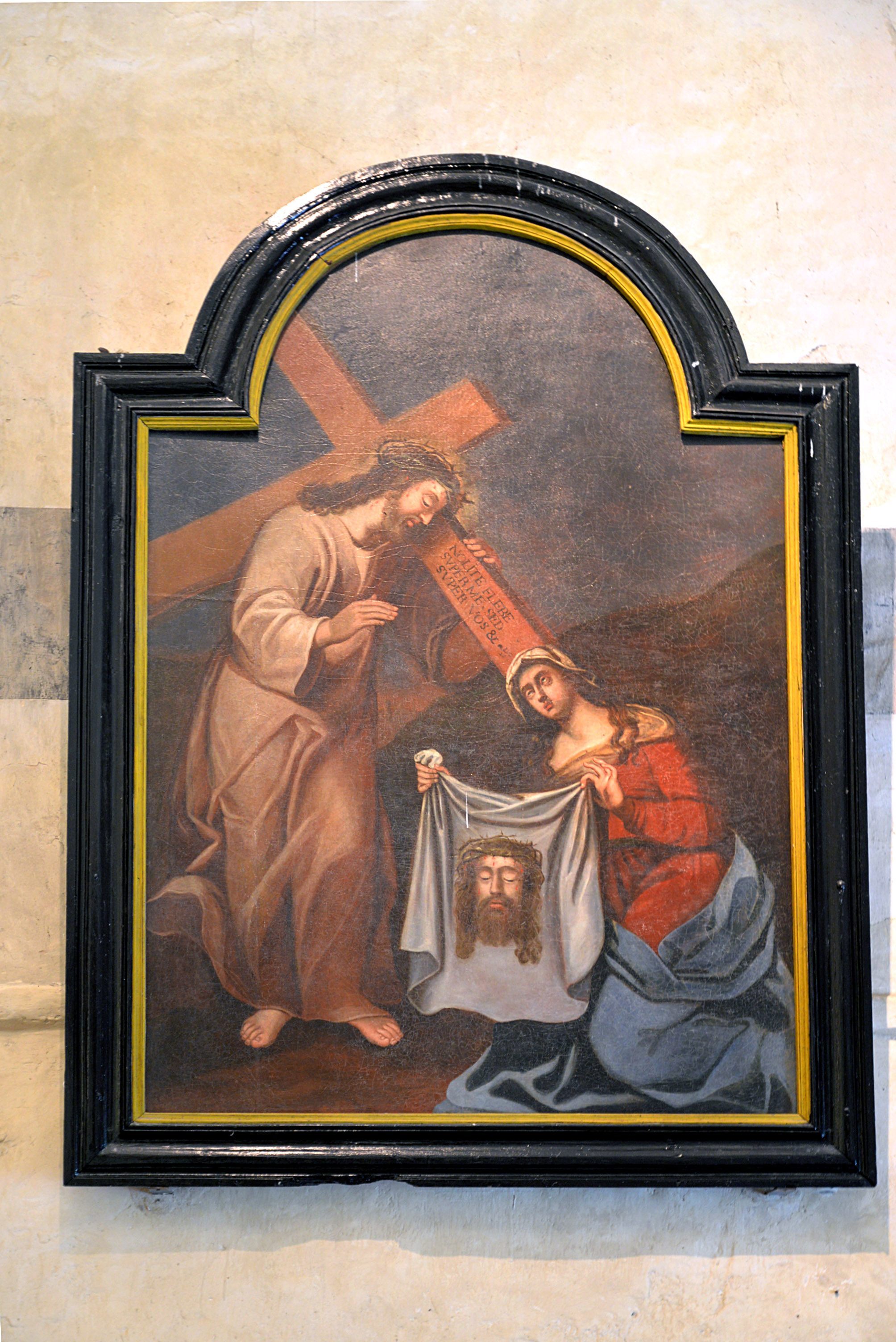
Sainte Véronique accompagnant le Christ jusqu'au calvaire.

### Vitraux
Un vitrail qui représente saint Roch a été donné pour un mariage le 21 août 1910 : deux scènes sont présentes, la première laisse à voir saint Roch et son chien dans une forêt, et sur l'autre scène une guérison de pestiférés.